# Bubbling Under Hot 100
Bubbling Under Hot 100 Singles é uma tabela musical publicada semanalmente pela revista americana Billboard. É composta por vinte e cinco posições que representam as canções que estão perto da principal tabela, Billboard Hot 100.

## Histórico da Parada
A tabela "Bubbling Under Hot 100 Singles" foi introduzida pela primeira vez na edição de 1 de junho de 1959 de "Billboard", sob o nome "Bubbling Under the Hot 100". As classificações são baseadas nas vendas e execuções (na rádio) dos singles. Em seus primeiros anos, a parada listava apenas 15 posições, mas expandiu-se para até 36 durante a década de 1960. De 1974 a 1985, o parada consistia em 10 posições, e em 1992, passou a ser listada 25 posições.
- Singles que passaram mais semanas na Bubbling Under Hot 100 sem entrar no Hot 10:

Pearl Jam – "Even Flow" (Pico: 8ª posição, 52 semanas, 1997–98)
Pearl Jam – "Alive" (Pico: 7ª posição, 61 semanas, 1998–99)
Benny Benassi feat. Gary Go – "Cinema" (Pico: 2ª posição, 48 semanas, 2011–12)
Luther Vandross – "Think About You" (Pico: 3ª posição, 43 semanas, 2003–04)
Rise Against – "Savior" (Pico: 2ª posição, 37 semanas, 2010)
Of Monsters and Men – "Mountain Sound" (36 semanas, 2012–13)
Billie Eilish – "Bellyache" (32 semanas, 2018–19)